# Oleňok
Oleňok též Oleněk (rusky Оленёк, jakutsky Өлөөн) je řeka v Jakutské republice, která horním tokem zasahuje i do Krasnojarského kraje. Je 2292 km dlouhá. Povodí má rozlohu 220 000 km².

## Průběh toku
Odtéká z nevelkého jezera na severním okraji Viljujské planiny a teče podél vrchoviny Bukočan nejprve na východ. Následně se stáčí na sever v úzké dolině, jež místy přechází až v soutěsku. Překonává četné peřeje, mezi nimiž vyniká říční práh Ukojan. Na středním toku se dolina rozšiřuje pod ústím Arga-Saly. Tok řeky je zde velmi členitý a přijímá zprava Siligir a zleva Unukit, Birekte, Kuojku a Bejenčime. Na dolním toku řeka protéká planinou Kystyk. Pod ústím Buru pokračuje přes Severosibiřskou rovinu na severozápad podél Čekanovského krjaža. Ústí do Oleňockého zálivu moře Laptěvů, přičemž pod mysem Tumulo vytváří deltu o rozloze 475 km² a délce přibližně 20 km. Hlavní ramena jsou levé Ulachan-Uesja a pravé Kubala-Uesja.

### Přítoky
- zleva – Bur, Buolkalach, Arga-Sala, Unukit, Birekte, Kuojka, Bejenčime
- zprava - Siligir

## Vodní stav
Zdrojem vody jsou sněhové a dešťové srážky. Nejvyšších vodních stavů dosahuje od června do září, zatímco po zbývající část roku je vody v řece méně.
Průměrný roční průtok činí v ústí 1210 m³/s. Na dolním toku může před rozmrznutím klesnout až na méně než 1 m³/s. V některých letech řeka na jeden měsíc promrzá až do dna, přičemž na horním toku promrzá až do dna systematicky od ledna do dubna. Zamrzá na konci září až v říjnu a rozmrzá na konci května až v červnu.

## Využití
Řeka je bohatá na ryby (síh malý, omul, muksun, nelma, tajmen). Na řece se nacházejí obydlená místa Oleňok, Tajmylyr, Usť-Oleňok,